# Roland Brandl
Roland Brandl (* 3. September 1956) ist ein deutscher Biologe und emeritierter Professor für Ökologie an der Philipps-Universität Marburg.

## Leben
Roland Brandl studierte Biologie an der Universität Bayreuth bis 1982 und reichte 1986 seine Promotion dort ein. Ab 2001 war er Professor für Tierökologie in Marburg.
Roland Brandl leitete die AG Tierökologie in der Biologischen Fakultät. Schwerpunkt seiner persönlichen Forschung ist die Biologie und Ökologie der Termiten. Seine AG arbeitete zur Struktur und Dynamik von Arealen (makroökologische Ansätze), Struktur und biologischen Vielfalt in Lebensgemeinschaften bei Prozessen auf lokaler und regionaler Ebene und zu den Auswirkungen und Interaktionen gebietsfremder Arten in heimischen Lebensgemeinschaften (Neobiota). Daneben beschäftigten sich die Marburger Tierökologen mit der Populationsgenetik und Populationsbiologie von Fließgewässerorganismen (Limnologie). 2023 übernahm Anne-Christine Mupepele die Leitung der AG Tierökologie unter Fortführung der laufenden Projekte Brandls.
Für sein Engagement auf dem Forschungsgebiet Nationalpark Bayerischer Wald wurde Brandl 2022 die Bayerische Staatsmedaille für herausragende Verdienste um die Umwelt verliehen.

## Publikationen (Auswahl)

### Bücher
- Wolfgang Nentwig, Sven Bacher, Roland Brandl: Ökologie kompakt (Bachelor). Spektrum, Akademischer Verlag, Heidelberg 2011, ISBN 978-3-8274-2836-3.

### Fachartikel
- J. Haase, S. Scheu, R. Brandl, M. Schädler: Above-belowground interactions are mediated by nutrient availability. In: Ecology. Band 89, Nr. 11, 2008, S. 3072–3089.
- M. Schädler, T. Rottstock, R. Brandl: Do nutrients and invertebrate herbivory interact in an artificial plant community? In: Basic and Applied Ecology. Band 9, Nr. 5, 2008, S. 550–559.